# Exatron Stringy Floppy

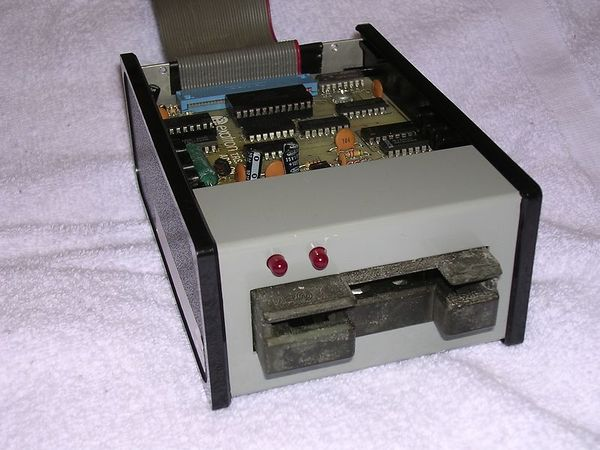
Un Exatron Stringy Floppy (con il coperchio rimosso) destinato all'uso con il TRS-80 Model I.

L'Exatron Stringy Floppy (ESF) è un lettore di nastri magnetici continui prodotto da Exatron sul finire degli anni settanta per diversi computer. Il sistema aveva alcune particolarità rispetto ai comuni lettori di nastro utilizzati in altri sistemi: utilizzava cassette di ridotte dimensioni, il nastro al loro interno girava ciclicamente (non richiedeva di essere riavvolto o mandato avanti) e la velocità di lettura dei dati era molto più elevata di quella degli altri sistemi.
Il sistema fu mostrato per la prima volta nel 1978 al West Coast Computer Faire, dove debuttò la versione per i computer basati sul bus S-100. Nel 1979 fu presentata la versione dedicata al TRS-80 Model I di Tandy/Radio Shack. Il sistema, composto da un'unità esterna, il software di gestione e le cassettine, fu offerto a 299,50$, risultando molto più conveniente rispetto alle unità a dischi perché non richiedeva nessuna interfaccia aggiuntiva.
I nastri contenuti nelle cassettine erano larghi solo 4,8 mm ed avevano una lunghezza variabile da 1,5 a 22,5 metri. La lunghezza influiva sulla capacità: un nastro da 1,6 metri poteva contenere circa 4 kB di dati, mentre quello più lungo da 22,5 metri fino a 64 kB. L'unità era molto veloce: il controller, sviluppato da Li-Chen Wang e basato sulla codifica Manchester, trasferiva i dati a 7.200 bit al secondo, un tempo 14 volte più veloce rispetto a quello del riproduttore di cassette fornito di serie con il TRS-80. Grazie a questa velocità, un programma da 16 kB era caricato in soli 24 secondi.
L'installazione sul TRS-80 non richiedeva interfacce esterne: bastava collegare lo Stringy Floppy al computer e caricare il software di gestione in una porzione di memoria non utilizzata di circa 2 kB presente dopo la ROM che conteneva il codice dell'interprete BASIC del computer, il Level I BASIC derivato dal Palo Alto Tiny BASIC scritto dallo stesso Li-Chen Wang. I modelli successivi del TRS-80, con BASIC differenti e più ingombranti, non avevano tale spazio vuoto per cui le routine di gestione dell'unità, cresciute a 4 kB, venivano caricate nella parte alta della memoria del sistema. Le routine erano accessibili dal BASIC antecedendo il prefisso "@" al comando da eseguire sullo Stringy Floppy: così @LOAD caricava un programma in memoria e @SAVE lo registrava sulla cassettina.
Agli inizi degli anni ottanta lo Stringy Floppy fu offerto anche per il Commodore VIC-20 e il Commodore 64 mentre sul numero di aprile del 1983 di Creative Computing veniva presentato per il Compact Computer 40 un sistema simile all'Exatron Stringy Floppy a 139$.